# ألكونابا
القُنََبة أو (نقحرة: ألكونابا) (بالأسبانية: Alconaba) هي بلدية في مقاطعة سُرية، منطقة قشتالة وليون، إسبانيا. وتنتمي إلى كوماركا دي كامبو دي غومارا.
في التسلسل الهرمي الكاثوليكي، تنتمي القُنَّبة إلى أبرشية أوسما-سوريا، والتي هي جزء من أبرشية برغش.
بالإضافة إلى القُنَّبة تشتمل البلدية قرى من كوبو دي هوغويراس، مارتيالاي وأونتالفيلا دي فالكوربا.

## أسماء المواقع الجغرافية
الاسم الحالي، مثله مثل العديد من أسماء الأماكن الإسبانية، عبارة عن تكيف من الاسم العربي الأصلي: القنب.